# Storia degli ebrei in Belgio

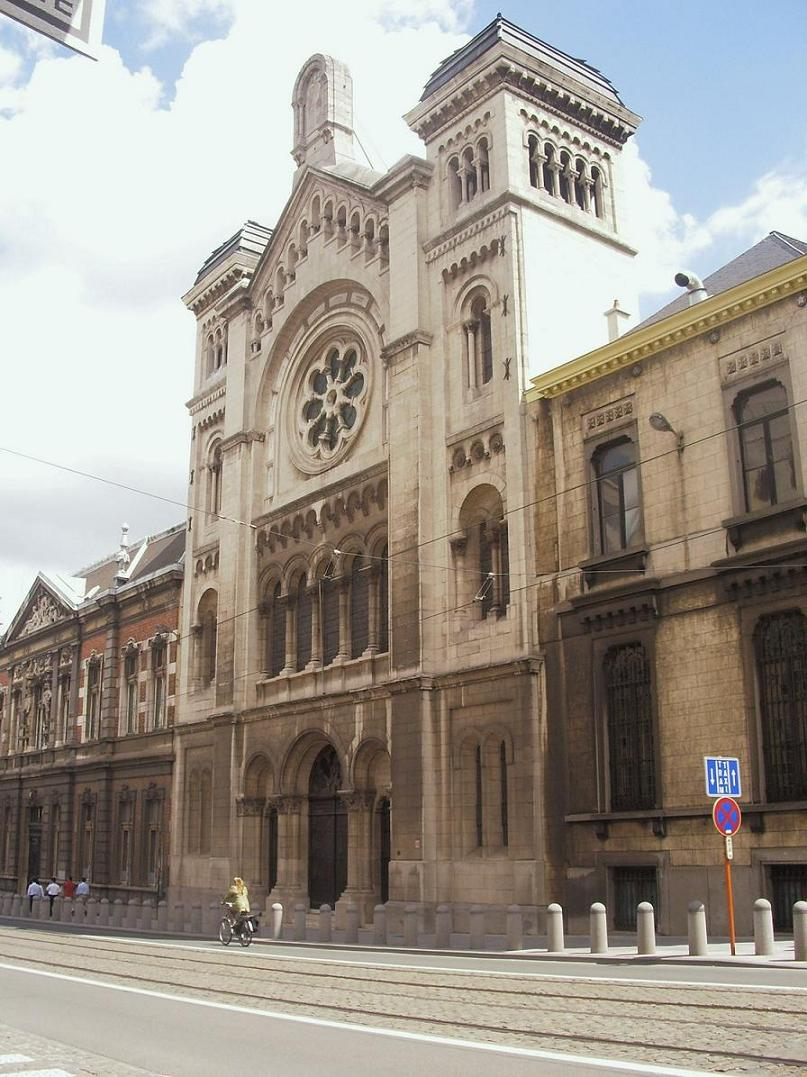
La Grande Sinagoga di Bruxelles

La storia degli ebrei in Belgio risale al I secolo. La comunità ebraica contava 66.000 persone alla vigilia della seconda guerra mondiale, ma dopo la guerra e l'Olocausto, risulta meno della metà di quel numero.

## Storia

### Preistoria
I primi ebrei arrivarono sul suolo belga tra gli anni 50 e 60 con i romani. La presenza di ebrei nel Ducato di Brabante è attestata nel 1200. Per ordine di Enrico II, gli ebrei e gli strozzini furono espulsi dallo stato. Coloro che non volevano essere battezzati nella comunità ebraica, dove la vita divenne più difficile durante il periodo crociato, furono uccisi. Questa prima comunità ebraica nella regione fu quasi distrutta dalla grande epidemia di peste.

### Sefarditi
La maggior parte dei sefarditi espulsi dalla Spagna nel XVI secolo si stabilirono in Belgio e nei Paesi Bassi. Gli ebrei nascosti chiamati marrano alla fine del XV secolo si stabilirono ad Anversa.

### Storia recente
Dopo il 1713, fu seguita una politica più liberale verso la comunità ebraica nel Belgio dominato dall'Austria, e alcuni ashkenaziti emigrarono qui. Sotto il dominio francese e olandese, la situazione degli ebrei migliorò.

## Olocausto
Poco prima della seconda guerra mondiale, il paese aveva la più grande popolazione ebraica con 100.000 persone; 55.000 ebrei vivevano ad Anversa e 35.000 a Bruxelles. Circa 20.000 ebrei erano rifugiati dalla Germania. Il Belgio fu occupato dalla Germania nazista tra il maggio 1940 e il settembre 1944 e in questo paese iniziarono anche le politiche antisemitiche. Queste pratiche difficilmente sarebbero state applicate in alcune città dove era attiva la resistenza antinazista. Molti ebrei belgi furono inviati nei campi di concentramento, in particolare ad Auschwitz. Il comitato di difesa ebraico ha lavorato con il movimento di resistenza nazionale; questo comitato fu il più grande movimento di difesa ebraica in Belgio durante la guerra. Tra il 1942 e il 1945, 25.000 ebrei morirono. Il Belgio è l'unico paese occupato che ha autorizzato la fermata del treno al campo di concentramento e la fuga dei prigionieri.

## Oggi

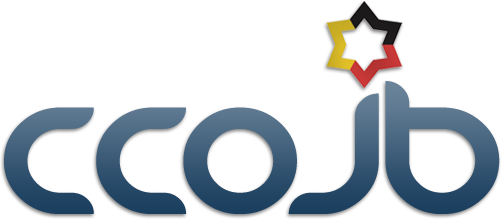
Logo del Comitato di coordinamento delle organizzazioni ebraiche del Belgio, autorità principale dell'ebraismo belga a livello politico.

Oggi ci sono circa 42.000 ebrei in Belgio. Con una popolazione di 20.000 abitanti, la comunità ebraica di Anversa è una delle più grandi comunità ebraiche in Europa e una delle poche comunità al mondo la cui madrelingua è lo yiddish. Il 95% dei bambini ebrei ad Anversa riceve un'istruzione ebraica. Ci sono un totale di 45 sinagoghe attive nel paese, 5 giornali ebraici e 30 ad Anversa.